# Luisiana Pegoraro
Luisiana Pegoraro , née le 18 juillet 1972, est une coureuse cycliste italienne, elle remporte en 1998 une étape du Tour d'Italie.

## Biographie
Elle remporte la 8e étape du Tour d'Italie 1998 devant la lituanienne Edita Pučinskaitė et la finlandaise Pia Sundstedt. La même année, elle est victorieuse sur la 14e étape du Tour cycliste féminin.  
Elle est la directrice sportive de l'équipe italienne féminine Gauss de 2005 à 2011 avec comme championnes les italiennes Fabiana Luperini, Giorgia Bronzini, Tatiana Guderzo et la lituanienne Edita Pučinskaitė.
Elle entraîne depuis 2014 l'Italienne Barbara Guarischi qui est devenue championne du monde par équipes en 2015.

## Palmarès sur route

### Par années
- 1994
  - 2e de Ronde van Friuli
- 1997
  - Ronde van de Piave
  - 6e du Tour d'Italie
- 1998
  - 8e étape du Tour d'Italie
  - 14e étape du Tour cycliste féminin
  - 3e de Trofeo Citta di Rosignano
  - 3e de Trofeo Costa Etrusca
- 1999
  - 3e de Trofeo Citta di Rosignano
  - 3e de Trofeo Costa Etrusca

### Résultats sur les grands tours

#### Tour d'Italie
6 participations :
- 1995 : 57e
- 1996 : 20e
- 1997 : 6e
- 1998 : 16e et vainqueure de la 8e étape
- 1999 : 16e
- 2000 : 33e